# Lockhart (Texas)
Lockhart es una ciudad ubicada en el condado de Caldwell en el estado estadounidense de Texas. En el Censo de 2010 tenía una población de 12 698 habitantes y una densidad poblacional de 314,34 personas por km².

## Geografía
Lockhart se encuentra ubicada en las coordenadas 29°52′43″N 97°40′59″O / 29.87861, -97.68306. Según la Oficina del Censo de los Estados Unidos, Lockhart tiene una superficie total de 40,4 km², de la cual 40,34 km² corresponden a tierra firme y (0,14%) 0,06 km² es agua.

## Demografía
Según el censo de 2010, había 12.698 personas residiendo en Lockhart. La densidad de población era de 314,34 hab./km². De los 12 698 habitantes, Lockhart estaba compuesto por el 73,04% blancos, el 9,36% eran afroamericanos, el 0,8% eran amerindios, el 0,44% eran asiáticos, el 0,02% eran isleños del Pacífico, el 13,59% eran de otras razas y el 2,74% pertenecían a dos o más razas. Del total de la población el 51,06% eran hispanos o latinos de cualquier raza.